# Scotinotylus sacer
Scotinotylus sacer là một loài nhện trong họ Linyphiidae.
Loài này thuộc chi Scotinotylus. Scotinotylus sacer được miêu tả năm 1929 bởi Crosby.